# ディートリヒ・ボンヘッファー
ディートリヒ・ボンヘッファー（Dietrich Bonhoefferドイツ語: [ˈdiːtʁɪç ˈboːnhœfɐ], 1906年2月4日 - 1945年4月9日）は、ドイツの古プロイセン合同福音主義教会(ルター派)の牧師。20世紀を代表するキリスト教神学者の一人。反ナチ主義者。ボーンヘッファー、ボンヘーファーとも表記。
第二次世界大戦中にヒトラー暗殺計画に加担し、別件で逮捕された後、極めて限定された条件の中で著述を続けた。その後、暗殺計画は挫折。ドイツ降伏直前の1945年4月9日、処刑を急ぐ国家社会主義ドイツ労働者党（ナチ党）により、フロッセンビュルク強制収容所で刑死。ベルリン州立図書館の一階には、絞首台のロープが首にかけられたボンヘッファーを描いた大理石の胸像が展示されている。

## 生涯

### 幼少年期と青年期 (1906–1923)

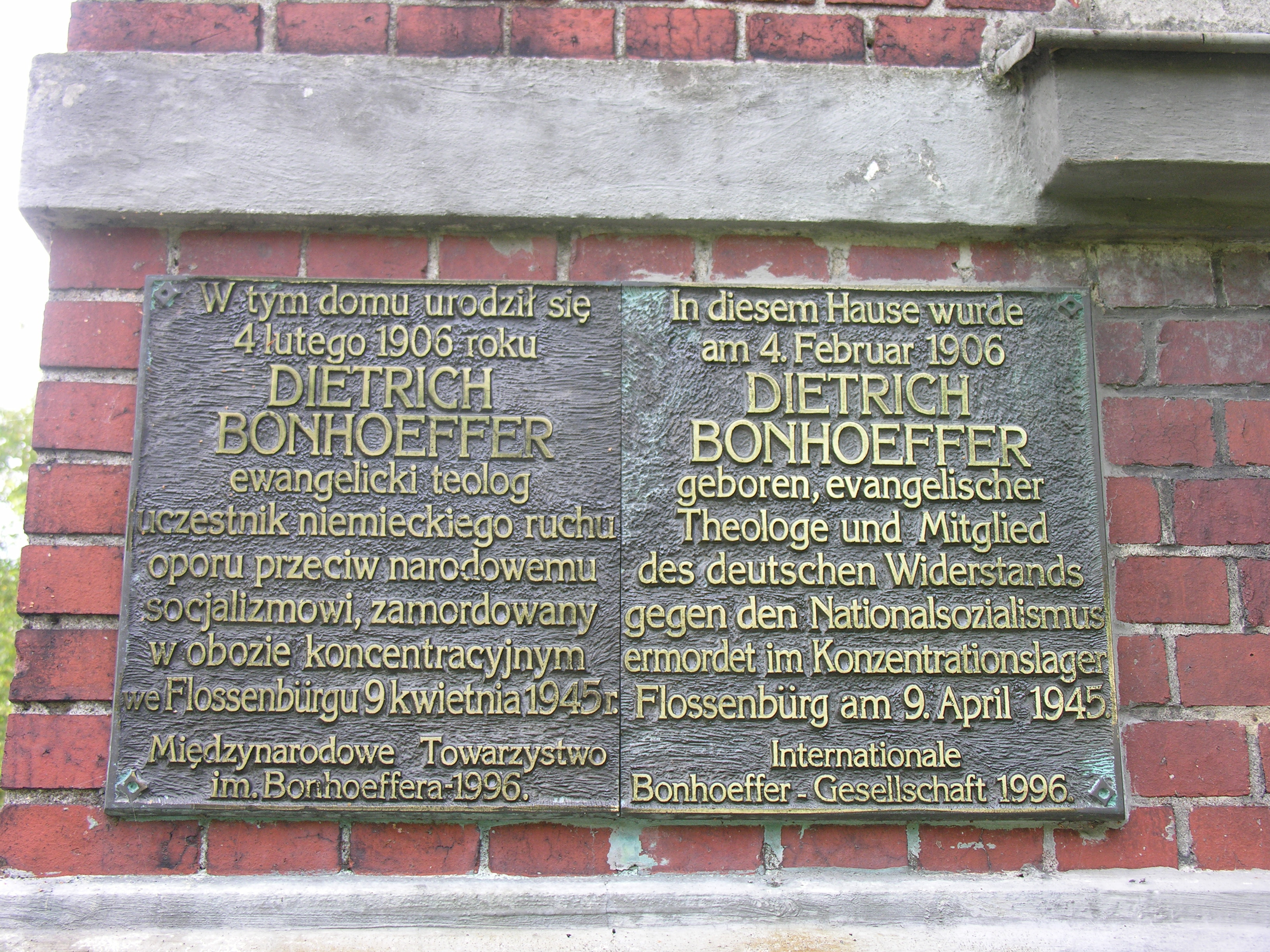
ヴロツワフの生家にあるボンヘッファー記念銘板

ディートリヒ・ボンヘッファーは1906年2月4日にブレスラウ（現在のポーランド領ヴロツワフ）で8人兄弟の6番目の子として生まれた。彼には双生児の妹ザビーネ・ボンヘッファーがいた。父カール・ボンヘッファー (Karl Bonhoeffer) は精神科医、神経病理学者であった。母パウラ・ボンヘッファー(旧姓ハーゼ)は、イエナ大学神学部教授でルター派の歴史神学者カール・フォン・ハーゼの孫娘で教師であった。従兄弟に反ナチ運動に共に参加したアルビド・ハルナックとファルク・ハルナックがいた。ディートリヒ・ボンヘッファーは富裕な教養市民階層の家庭で成長した。母は家庭内で初等教育を教えたが、キリスト教教育の面で不安を感じていた。なぜなら、父カールは宗教の問題に関して距離を置いていたからである。そのためか、ボンヘッファー家はキリスト教会の礼拝には滅多に出席しなかった。
父のカールがベルリン大学からの招聘を受けたため、1912年に家族はベルリンに転居した。双子の妹による回想によると、ボンヘッファーは第1次世界大戦の終わり頃、死と永遠に関する問題に取り組んでいた。次兄ヴァルターが1918年4月に戦死し、母パウラが深い悲しみに沈んだためと言われている。
生徒としてボンヘッファーは、フリードリヒ・シュライアマハーの『宗教について 宗教を軽蔑する教養人のための講話』、フリードリヒ・ナウマンの『宗教に関する書簡』を読み、教会史に取り組んだ。ギムナジウムの最終学年時に、彼は選択科目としてヘブライ語を選び、自由科目として福音主義神学に取り組んだ。ボンヘッファーがギムナジウムで大学神学部入学を前提とする科目を選択したことに彼の家族は驚いたが、その意図を理解し支持した。1923年、彼は17歳でベルリンのグルーネヴァルト＝ギムナジウム(現在のヴァルター・ラーテナウ＝ギムナジウム)でアビトゥーアに合格した。

### 修学時代(1923–1930)

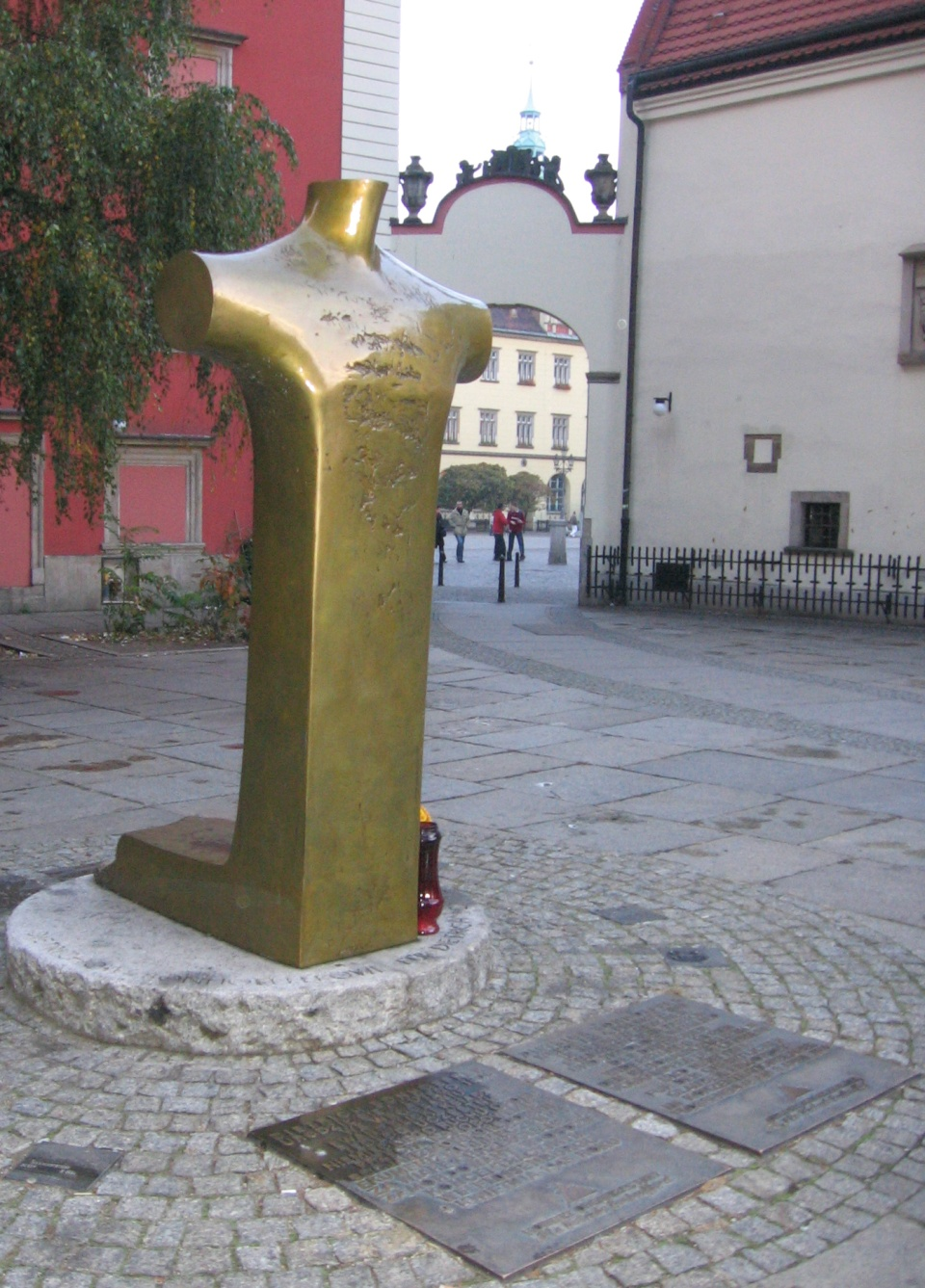
ヴロツワフ市内にあるボンヘッファー記念像

1923年にテュービンゲン大学福音主義神学部に入学し、神学の学びを始めた。ここで、哲学の講義も受講している。ここではテュービンゲン大学学生組合イーゲルに加入した。
ローマでの研究滞在の後、1924年にベルリン大学神学部に転学した。ここで自由主義神学の担い手たちに出会ったが、とりわけ、アドルフ・フォン・ハルナックから大きな影響を受けた。この時期、独自の弁証法神学を提起していたカール・バルトに傾倒した。ある種の批判的な距離を持ち続けていたが、ボンヘッファーはこの時以来、常にバルトと彼の神学に結びついていた。1927年、21歳で彼は神学博士号をベルリン大学神学部から授与された。教理史家のラインホルト・ゼーベルク教授の下で学位請求論文『聖徒の交わり』(Sanctorum Communio)を書き上げ、最優秀（summa cum laude)の評価を得た。
バルトと並んで、ヘーゲル、マックス・ヴェーバー、エルンスト・トレルチから神学的、社会学的省察に関する影響を受けた。
1928年1月に古プロイセン合同福音主義教会ベルリン＝ブランデンブルク地区の牧師資格を得るための第1次神学試験(合格者は通例、牧師補に任職)を受けた。1928年2月から1929年2月まで、バルセロナドイツ人福音主義教会共同体の牧師補を務めた。1929年にベルリン大学神学部の助手になり、1930年の24歳時に超越論哲学と存在論を扱った組織神学論文『行為と存在』で大学教授資格を与えられ、第2次神学試験を受けた。牧師任職を受けられる規定年齢の25歳になっていなかったので、この段階ではボンヘッファーはまだ牧師には任職されず、牧師補のままであった。
1930年から1931年にかけてアメリカ合衆国に留学し、ニューヨークのユニオン神学校のラインホルド・ニーバーの下で学ぶ。この滞在中に、ハーレム地区のアフリカン・メソジスト・エピスコパル教会の共同体と接触する機会があり、アフリカ系アメリカ人に対する差別の問題に触れる。その後、マハトマ・ガンディーの思想からの影響と共に、アメリカでの経験が福音の社会的側面に対してボンヘッファーの考えが変わり、神学者として出発する。その後キリスト者として、やがて同時代人として生きることを選ぶ一つの契機となったと考えられる。

### 大学講師委嘱、牧師任職、教会一致運動に参与(1931–1933)

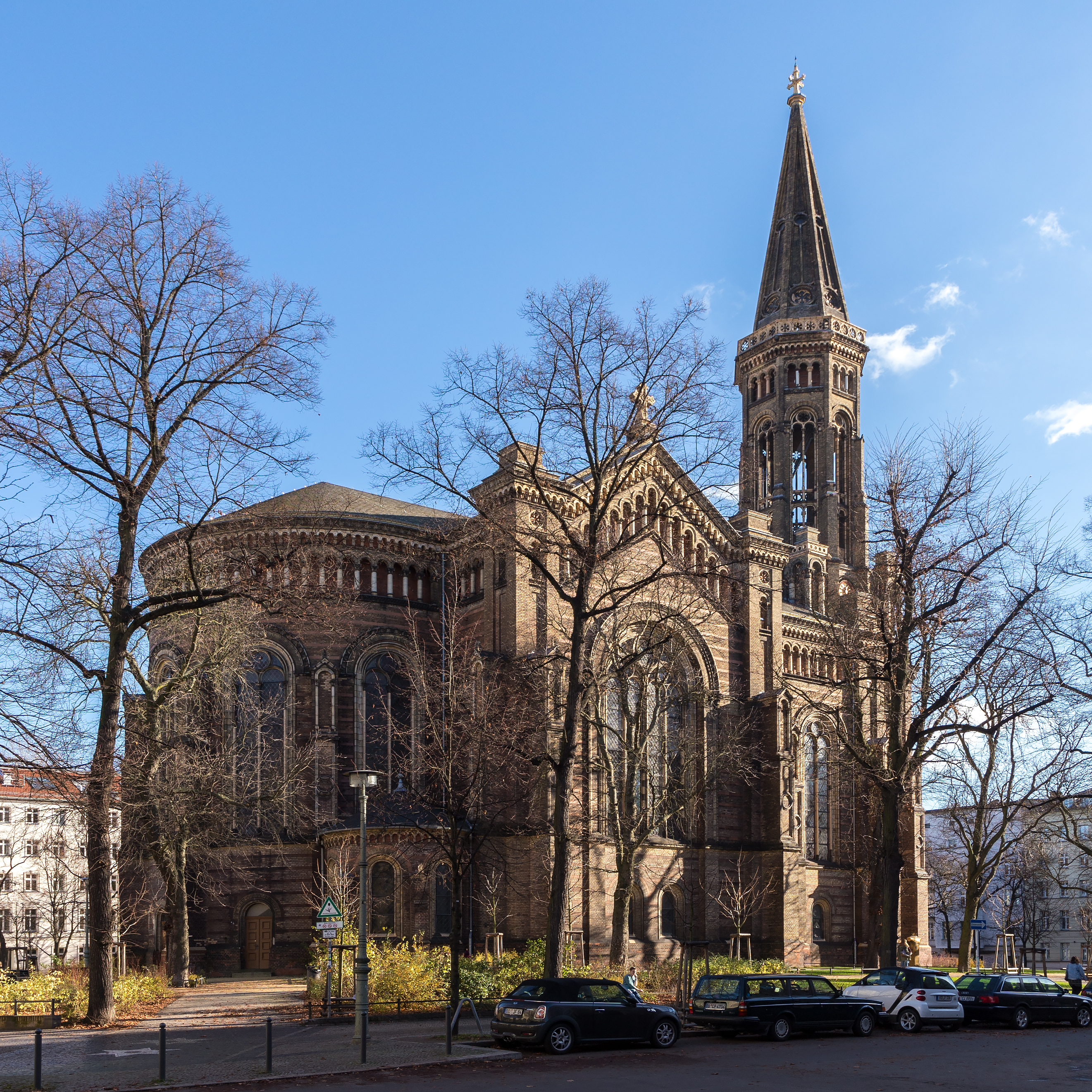
ボンヘッファーが牧師補として奉仕したシオン教会 (ベルリン)

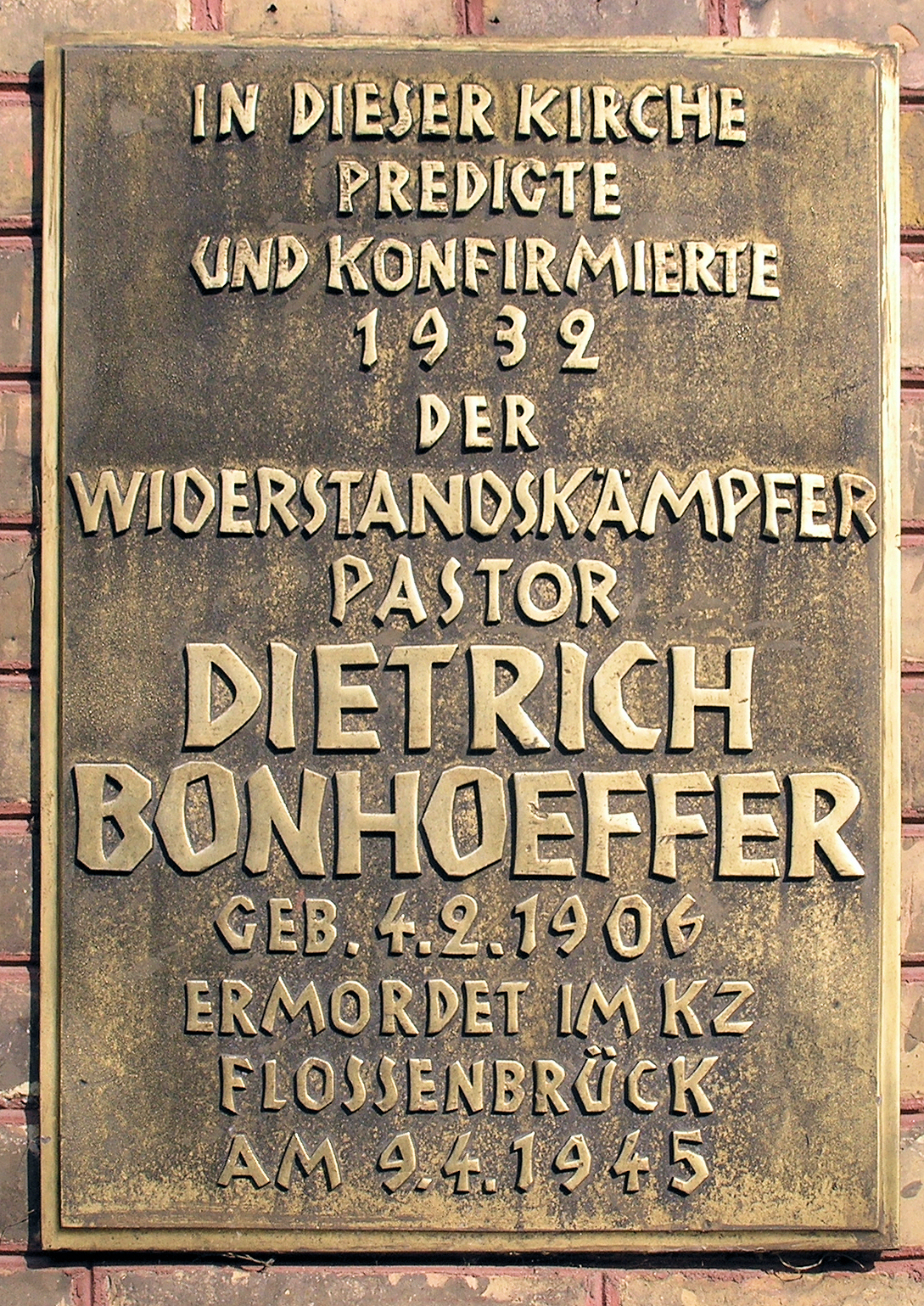
シオン教会 (ベルリン)入口横にあるディートリヒ・ボンヘッファー記念銘板

1931年に帰国後、ヴィルヘルム・リュトゲルトの組織神学講座の私講師として、ボンヘッファーはベルリン大学神学部で講義をおこなった。1931/1932冬学期に、彼は20世紀組織神学の歴史に関する講義と哲学におけるイデーと福音主義神学に関するゼミナールを担当した。1932年に「教会の本質」に関する講義をおこなった。それはハルナックの「キリスト教の本質」との相違を強調したものであった。1933年には彼はキリスト論を講義した。
彼の講義は好評で多くの学生が出席したが、祈りで始めるボンヘッファーの講義は学生たちにとっても異例のものであった。伸長する国家社会主義に心を動かされていた受講者たちはボンヘッファーの発言に驚かされた。「次の戦争は神の掟への敵対することから生じるのであり、戦争はもはや必然事項ではない、何故なら、戦争は啓示に目を向けることを奪うからである」と他の講師たちは決してしない時局的発言をおこなったからである。
1931年、オットー・ディベリウスはベルリン工科大学に福音主義学生共同体を設立させ、大学内での指導をボンヘッファーに託した。しかしながら、福音主義学生共同体は学生たちから強い拒絶を受け、1933年には解散に追い込まれた。
ボンヘッファーはベルリン・ミッテ区の労働者居住地域にあるシオン教会 (ベルリン) で牧師補として堅信礼教育を1932年3月までおこなった。1931年夏に、彼はフランツ・ヒルデブラントと共に堅信礼のためのカテキズムを書いた。そこで二人は聖戦という考え方に反対し、平和のための祈りに賛成するという見解を記述した。1932年にボンヘッファーは若年失業者のために青年会館を開設したが、1933年にナチスによって共産主義的として閉館された。
1931年11月15日、ボンヘッファーはマテーウス教会 (ベルリン＝ティーアガルテン)で牧師に任職した。彼は教会共同体から良き説教者としての評判をすぐに得た 。
彼は2度　ベルリン東地区の教会牧師職を得ようと試みたが徒労に終わった。その後、彼は世界教会連盟(WFK)の青年活動担当の仕事を引き受けた。
ボンヘッファーはボン大学福音主義神学部のゼミナールに短期訪問した3週間の間、初めて個人的にカール・バルトに出会った。その後、二人は数回会い、神学的意見交換をおこなった。
お互いの共感と神学的、政治的近さは最初からその間柄において相互批判として結びついた。それによって、この結びつきは両者の神学において実り豊かなものになった。
週末、ボンヘッファーは学生たちと黙想と議論をするためにマルク地方のユースホステルに出かけた。1932年、そのためにベルリン郊外のビーゼンタールにある山小屋を両親の支援を受けて購入した。この自由闊達なボンヘッファー・サークルから　教会闘争における協力者と教会一致運動に加わる代表者たちが1933年から生まれた。

### 教会闘争、反ナチ運動時代(1933–1945)

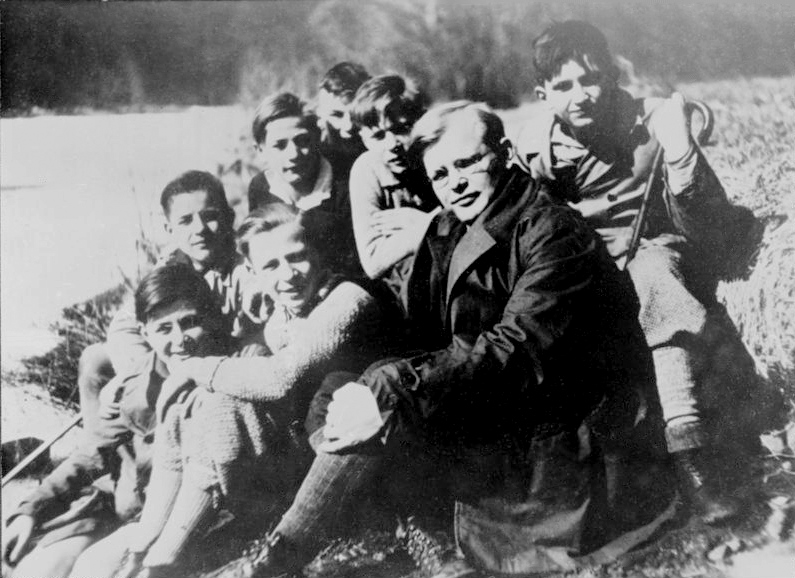
ハルツにて、堅信礼クラスの生徒たちと（1932年）

1933年1月30日にアドルフ・ヒトラーが宰相に就任。ナチ党の政権取得直後、ボンヘッファーはラジオ放送でナチ党の「指導者原理」を露骨に批判したが、放送は強制的に中断された。
同年7月には、ユダヤ人の公職からの追放を目的とした「職業官吏再建法」が制定され、教会にもいわゆる「アーリア条項」が適用されるようになった。その後、秋までにはドイツ的キリスト者と呼ばれるナチスの追随者がドイツのプロテスタント教会で支配的になるが、こうした動きに対抗し、9月21日、ボンヘッファーはマルティン・ニーメラーらと牧師緊急同盟を結成。これが後の告白教会に繋がる。ただし、アーリア条項に反対した当時の他の教会指導者たちとボンヘッファーが全く同一の考えを持っていたわけではない。他の指導者たちにとって反対すべき主要な理由は、教会の自由が侵害されるという点であるが、ボンヘッファーは問題の重大性を深く認識していたことが差異である。
同年、ロンドンのドイツ人教会の牧師に着任し、教会闘争において最も親しい友人となる世界教会会議議長チチェスターの主教ジョージ・ベルに出会う。
1934年4月22日、告白教会結成。5月末には第1回全国告白教会総会が開かれ、6月にはカール・バルト起草による「バルメン宣言」が全会一致で可決された。
翌1935年4月、ロンドンから戻り、告白教会による非合法の牧師養成所（後にフィンケンヴァルデに移る）の所長となる。ただし、ナチズムとの妥協を図ろうとする穏健派が告白教会内でも多数派であり、こうした思想的相違から、告白教会内でのボンヘッファーの影響は大きくなかった。この頃、後の婚約者マリア・フォン・ヴェーデマイヤー (Maria von Wedemeyer) と知り合っている。
1936年8月に、ナチスに対する反対により、ベルリン大学から解任される。
1937年7月1日、ニーメラー逮捕。同年9月、フィンケンヴァルデの牧師養成所がゲシュタポにより閉鎖される。
1939年6月2日にニューヨークに向けて出発。アメリカではニーバーらがボンヘッファー亡命のための準備を整えていた。しかし、わずか1か月後にはドイツに帰国することを決断する。

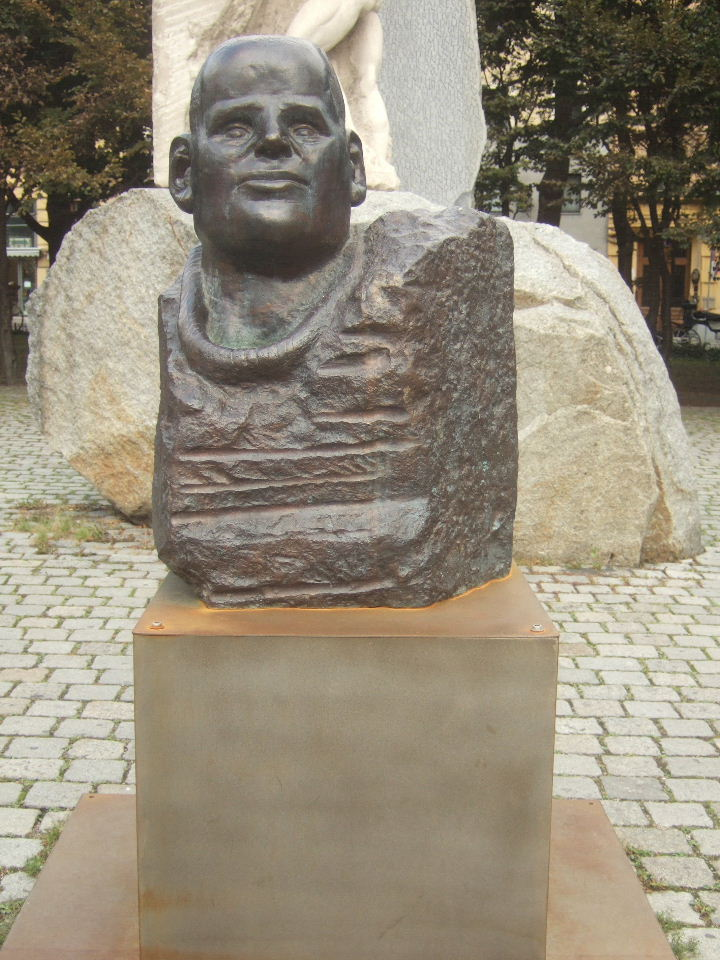
ベルリン国立図書館に建つボンヘッファーの胸像

1939年、ドイツ国防軍の将校を中心とした反ヒトラーグループ（ゲシュタポによって黒いオーケストラと名付けられる）に参加。ボンヘッファーの役割は、グループの精神的支柱となることのほかに、各国のエキュメニズムとの連絡、連合国側への情報提供、及び和平交渉であった。
1943年1月に、マリア・フォン・ヴェーデマイヤーと婚約。しかし、数か月後の4月5日に、ユダヤ人の亡命を援助したことにより逮捕。
1944年7月20日、黒いオーケストラによるヒトラー暗殺計画は失敗に終わった（7月20日事件）。多くの関係者が処刑、または逮捕され、ボンヘッファーの兄クラウス、義兄リューディガー・シュライヒャーも逮捕された。
1945年4月に黒いオーケストラの一員であったヴィルヘルム・カナリス提督の日記からボンヘッファーの関与が発覚。わずか数日後の4月8日、ボンヘッファーはフロッセンビュルク強制収容所へ移送されて死刑判決を受け、翌日絞首刑に処された。同日には、義兄ハンス・フォン・ドホナーニ、カナリスらも処刑された。兄クラウス、義兄リューディガーも4月23日にベルリンで銃殺された。ヒトラーが総統地下壕で自殺し、ナチス体制が崩壊したのはボンヘッファーの刑死した3週間後のことだった。

## 神学思想
その早すぎる死のため、ボンヘッファーは自らの思想を語りつくすことはできなかったが、「安価な恵み」「高価な恵み」、「非宗教的キリスト教」、「成人した世界」などの論争的な術語により、第二次世界大戦後のキリスト教界に大きな影響を与えた。
上述したように、ボンヘッファーはガンジーから影響を受け、非暴力の抵抗を理想と考えたが、当時のドイツは限界状況にあり、違法な手段以外に選択肢はなかった。ボンヘッファーは、ある一定の状況においては殺人が善でありうると主張したのではない。殺人は悪であり、神の審きの対象であることに変わりはなく、マタイによる福音書26章52節にあるように、「剣を取る者は皆剣によって滅びる」のである。しかし、隣人のためにその罪を自ら引き受ける者が彼の時代には必要であるとボンヘッファーは考えた。そのようにして神の律法を一時的にでも超えて行くことは、彼によれば、将来における真の意味での律法の成就に不可欠であった。逆に、善を選ぶことが不可能な状況下において、より大きな悪を避けるためにより小さな悪を選ばないことは逃避であるとされ、批判の対象となった。
当時のナチ党の思想下による国民の影響についてボンヘッファーは、良心は葛藤を避けるために自律を放棄して他律に陥り、それが当時のドイツではヒトラー崇拝という形をとった、との見方をした。
ボンヘッファーの神学は歴史的状況によって促された面と、弁証法神学、ヘルンフートの敬虔主義、ルター派の伝統、カトリシズム、アドルフ・フォン・ハルナック、マルティン・ケーラー、ルドルフ・オットー、ヴィルヘルム・ディルタイからの影響を自分の神学に取り込んだ面を持っている。彼は旧約聖書のトーラー(律法思想)と新約聖書でのキリスト論的集中を結合させた 。
中心的テーマはキリストのからだ、イエスに従う共同体、この世に連帯する神から託された共同体としての教会である。　ボンヘッファーの神学は内面に向かう傾向を持ち、神秘主義的特徴を帯びながらも、実践との結びつきを失ってはいない。このような幅広い多様性は彼の著作に関して非常に異なった解釈をもたらす。そのため、様々な傾向を持つ神学的模倣者と思考傾向を生み出した。これが東独のキリスト者とキリスト教会において、社会主義に関しての漸進的開放に導き、最終的には、ボンヘッファーの神学を援用して、東独のドイツ福音主義教会連盟(Bund der evangelischen Kirchen in der DDR)において「社会主義の中にある教会」という路線が定着する結果になった。「社会主義の中にある教会」路線とは東独という社会主義国家の存在を認め、キリスト教会とキリスト者は東独社会主義と共に生きることを主張した。

### 中心としてのイエス・キリスト
ボンヘッファー神学の展開に関して、中心点はイエス・キリストにある。この中心的観点から、神学的な深い考察、霊的深さ、倫理的責任感が組み合わされている。知覚し得る霊的な事項はキリスト教的存在論における根本事項である。イエス・キリストを中心とすることで、ボンヘッファーの神学的思惟における全要素が統一性を得ることになり、大学で講じられる福音主義神学に組み込まれた。
ボンヘッファーのキリストに関する深い考察に際して、19世紀における宗教批判は現在においても意味を持っている。ルートヴィヒ・フォイエルバッハとアドルフ・フォン・ハルナックに関する暗示をおこないながら、彼は1928年の論文に『イエス・キリストとキリスト論の本質』という表題をつけていた。そこにおいて、彼はカール・バルトの弁証法神学の方法を用いて、知識、モラル、教会と宗教を神への無意味な道と見なした。「人間において神へ向かう道は一つであって、そこで人間と神は出会う必要がある。」
イエスにおいて、神が無条件の愛を示して人間に接近して来ているのは明白であって、神の無条件の愛は死よりも強いのである 。
キリストはそれ自体として存在し得るのではなく、人間である私に向けて存在するのであり、共同体においてのみ考えられ得る存在なのである 。
ボンヘッファーは新約聖書を引用して、キリスト論においてパウロとルターを重要な問題と見なしている。「お前は誰なのか、神自身なのか？」という問いに、初代教会はその問いに方法論という見地で答えたが、現代神学は本質論で答えようとして混乱している。
イエス・キリストは今現在、単なる人間として存在し得るのであり、しかし、神としても永遠に存在し得るのであり、同時代人として存在し得るのであり、生きてもいる。
キリストは人間の中の義人による祈りと行為において存在し得るのであり、受肉と十字架がこの世に向けた全面的な愛を根拠づけるからである。1939年のテオドール・リットへのボンヘッファー書簡には以下の様に書かれている。
なぜなら、神は貧しく、惨めで、無名で、敗北した人間になったのであり、神自身は貧困と十字架においてのみ見出し得るので、それゆえ、我々は人間とこの世から逃れることは出来ず、兄弟たちを愛し続けるのである

### この世と教会(二王国論の否定)
ボンヘッファーのイエス・キリストへの集中は1940年に執筆した『倫理』においても明確である。そこでは「二王国論」という数百年の間支配的だった思考モデルを拒絶している。教会とこの世、福音と律法という思考を彼は明確に否定している。
ただキリストを主と見なす信仰を我々が強めれば強めるほど、神の国の広がりはますます明らかになる。「...」この世はキリストに属し、この世というものはキリストにおいてのみ存在する。それゆえ、この世界においてキリストだけが求められている。この世には何か、もしかするとキリスト教的律法に与えられていたのに、その全てが破壊されたなら、教会のためにキリストを心にしまっておこうとするだろう。「...」神がキリストの肉体を得た時以来、神がこの世に来たのであり、二つの空間、二つの現実を語ることを我々に禁じた。この現実こそがこの世である
しかしながら、ボンヘッファーはマルティン・ルターとの一致を強調した。キリスト者において服従義務が課せられている限り、上に立つ権威が神の掟からの離反を強いてしまう。ルターは使徒行伝５章２９節を言及して、地上の権威への服従義務に限界があることを指摘した。
ボンヘッファーはこの世と教会共同体の間に明確な区別を把握し、再三再四、この世への宣教がキリストから教会共同体に委託されたものであると強調していた。それも、教会共同体だけでなく、この世のために死んだキリストからの委託である。この世は教会共同体との生死を賭けての戦いの中にある。教会共同体への宣教委託と存立の本質はこの世における戦いである。しかしながら、すでに、この世に向けて神との和解が語られ、神の愛という現実が成就していることを理解せずに、この世は神の愛に刃向かったのである。
これをボンヘッファーは『倫理』において言及したが、『服従』(『主に従う』、『キリストに従う』という邦題で出版)においてもより詳しく展開している。「神が見出したのは小さな教会共同体であったが、偉大な教会共同体であった。なぜなら、そこで民を見出したからである。若者たちと民は深く結びついており、若者たちは神の使者になり、聴衆と信仰者たちを見出す。しかし、彼らの間で終末まで敵意があり続けるだろう」。
１人のキリスト者は同時に神とこの世の現実の中で生きることになる。
この世は仮の居場所に過ぎないという現実から、今の世界は目を背けている。究極以前のものは究極に覆いがされたものである。究極のものは歴史において現れ、神の国という可能性を明確に示している。そこにおいて、信仰のある人間はこの世を介して神に至るのであり、この世を通り過ぎるのではない。さらに、ここでボンヘッファーは古い神学的モデルとの関係を断っている。それまで重視されていた創造された自然の価値とこの世の自立性を彼は低く評価した。それゆえ、キリスト教信仰をまやかしと見なして、彼岸なる言葉で慰めを語っているに過ぎないと批判したルートヴィヒ・アンドレアス・フォイエルバッハ、カール・マルクス、ジークムント・フロイトをボンヘッファーは対置させている。
ボンヘッファーは敬虔と倫理的行為を個人に属するものとして配慮しているが、この世に組み込まれた個々人の存在という背景を前にして、彼は敬虔と倫理的行為をキリスト教的共同体に組み入れるのである。彼にとって神学は祈りながらの思索であり、教会内で両膝をついて祈りながら思索することでもある。
目の前に見える教会に彼は悩み、苦しむが、その教会と彼は連帯している。ヘーゲルの言葉「神は教会共同体として存在している」に依拠して、「キリストは教会共同体として存在している」とボンヘッファーは語った。神は啓示において自らを現すのであり、神は人間にとって無縁の存在ではないが、人間に対して自由な存在である。それにもかかわらず、教会はこの世の一部として啓示の形態でもある(学位請求論文『聖徒の交わり』)。彼は教授資格論文『行為と存在』を1931年に出版した。
神はここにおられる、すなわち、永遠に非即物的存在ではなく、仮の存在として現れている。言葉において具体的であり、教会において理解できる存在である
「キリストのように、人間は他者のために存在している」と記述した後で「教会が他者のためにここに存在している場合ならば、教会は教会に他ならない存在である」と書き加えている。
1944年、ボンヘッファーは自身の属していた教会に批難を浴びせている。教会が自己存続のためだけに活動したと見なしたからである[…] 。

## 著作（日本語訳）

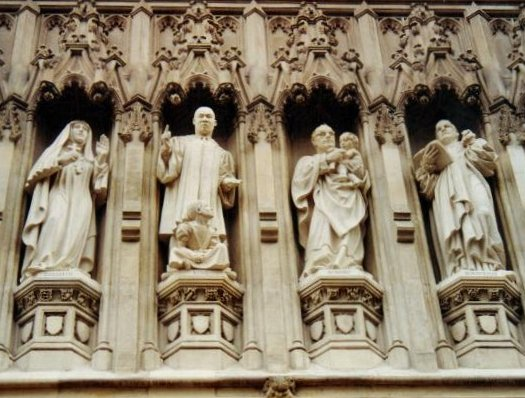
ウェストミンスター寺院に飾られている「20世紀の10人の殉教者」のレリーフの一部。左からロシア大公妃エリザヴェータ、キング牧師、ロメロ大司教、ボンヘッファー牧師。

- たとい我死の蔭の谷を歩むとも ボンヘッファーの手紙（倉松功編訳、新教出版社、1956年）
- 誘惑（堀光男訳、新教出版社、1958年）
- 交わりの生活（岸千年訳、聖文舎、1960年）
- 現代信仰問答（森野善右衛門訳、新教出版社、1961年）
- ボンヘッファー選集（全9巻、新教出版社、1962年 - 1968年）

1　聖徒の交わり 教会社会学のための教養学的研究 / 大宮溥訳
2　行為と存在 / 国谷純一郎訳
3　キリストに従う / 森平太訳
4　現代キリスト教倫理 / 森野善右衛門訳
5　抵抗と信従 / 倉松功・森平太訳
6　告白教会と世界教会 / 森野善右衛門訳
7　キリスト論 / 村上伸訳
8　説教 / 大崎節郎訳
9　聖書研究 / 生原優・堀光男・畑祐喜訳
- 創造と堕落 創世記1-3章の神学的釈義（生原優訳、新教出版社、1962年）
- 主に従う（岸千年・徳善義和共訳、聖文舎、1964年）
- この人を見よ（森平太編、新教出版社、1969年）
- 共に生きること 抵抗と服従-獄中書簡（抄）（平石善司訳、現代キリスト教思想叢書 6 白水社、1973年）
- 説教と牧会（森野善右衛門訳、新教出版社、1975年）
- 共に生きる生活（森野善右衛門訳、新教出版社、1975年）
- 教会の本質（森野善右衛門訳、新教出版社、1976年）
- 主のよき力に守られて ボンヘッファー1日1章（村椿嘉信訳、新教出版社、1986年6月）
- 日曜日 獄中からの小説草稿（高橋祐次郎訳、新教出版社、1987年12月）
- ボンヘッファー獄中書簡集（E.ベートゲ編、村上伸訳、新教出版社、1988年11月）
- ボンヘファー/マリーア 婚約者との往復書簡（マリーア・フォン・ヴェーデマイアー／高橋祐次郎・三浦安子訳、新教出版社、1996年12月）
- 信じつつ祈りつつ ボンヘッファー短章366日（小池創造訳、新教出版社、1997年8月）
- クリスマスの奇蹟（高橋祐次郎訳、新教出版社、1997年10月）
- ボンヘッファー説教全集 1（1925 - 1930年）（畑祐喜・森平太訳、新教出版社、2004年1月）
- ボンヘッファー説教全集 2（1931 - 1935年）（大崎節郎[ほか]訳、新教出版社、2004年5月）
- ボンヘッファー説教全集 3（1935 - 1944年）（浅見一羊[ほか]訳、新教出版社、2004年8月）
- ボンヘッファー聖書研究 旧約編（生原優・畑祐喜・村上伸訳、新教出版社、2005年8月）
- ボンヘッファー聖書研究 新約編（浅見一羊・大崎節郎・長谷川晴子・畑祐喜・堀光男・村上伸・森野善右衛門・森平太訳、新教出版社、2006年10月）
- 行為と存在 組織神学における超越論哲学と存在論（H.-R.ロイター編、池永倫明訳、新教出版社、2007年3月）